# AEGON Pro Series Shrewsbury 2011
L'AEGON Pro Series Shrewsbury 2011 è stato un torneo professionistico di tennis femminile giocato sul cemento. È stata la 4ª edizione del torneo, che fa parte dell'ITF Women's Circuit nell'ambito dell'ITF Women's Circuit 2011. Si è giocato a Shrewsbury in Gran Bretagna dal 19 al 25 settembre 2011.

## Partecipanti

### Teste di serie
| Nazionalità | Giocatrice         | Ranking* | Testa di serie |
| ----------- | ------------------ | -------- | -------------- |
| Germania    | Mona Barthel       | 86       | 1              |
| Germania    | Kristina Barrois   | 88       | 2              |
| Russia      | Evgenija Rodina    | 90       | 3              |
| Russia      | Vesna Dolonc       | 95       | 4              |
| Regno Unito | Anne Keothavong    | 99       | 5              |
| Regno Unito | Heather Watson     | 107      | 6              |
| Russia      | Vitalija D'jačenko | 131      | 7              |
| Belgio      | Kirsten Flipkens   | 144      | 8              |

- Ranking al 12 settembre 2011.

### Altre partecipanti
Giocatrici che hanno ricevuto una wild card:
- Yasmin Clarke
- Nicola George
- Heather Watson
- Lisa Whybourn

Giocatrici che sono passate dalle qualificazioni:
- Céline Cattaneo
- Nicola Geuer
- Elixane Lechémia
- Tara Moore

## Campionesse

### Singolare
Mona Barthel ha battuto in finale  Heather Watson, 6–0, 6–3

### Doppio
Maria João Koehler /  Katalin Marosi hanno battuto in finale  Amanda Elliott /  Johanna Konta, 7–6(3), 6–1